# Dones de conhort
Les dones de confort, dones de conhort o dones de consol és l'eufemisme que es fa servir per designar les dones que van ser forçades a prostituir-se i a l'esclavitud sexual als bordells militars japonesos durant la Segona Guerra Mundial. Es calcula que hi ha entre 50.000 i 200.000 dones víctimes de la pràctica, forçades a la conscripció. Historiadors i altres especialistes han afirmat que la majoria provenen de Corea i de la Xina, tot i que també la pràctica es fa fer sobre filipines, tailandeses, vietnamites, malaies, taiwaneses, a les Índies Orientals Neerlandeses, a Indonèsia, Timor Oriental i altres territoris del mateix imperi japonès.

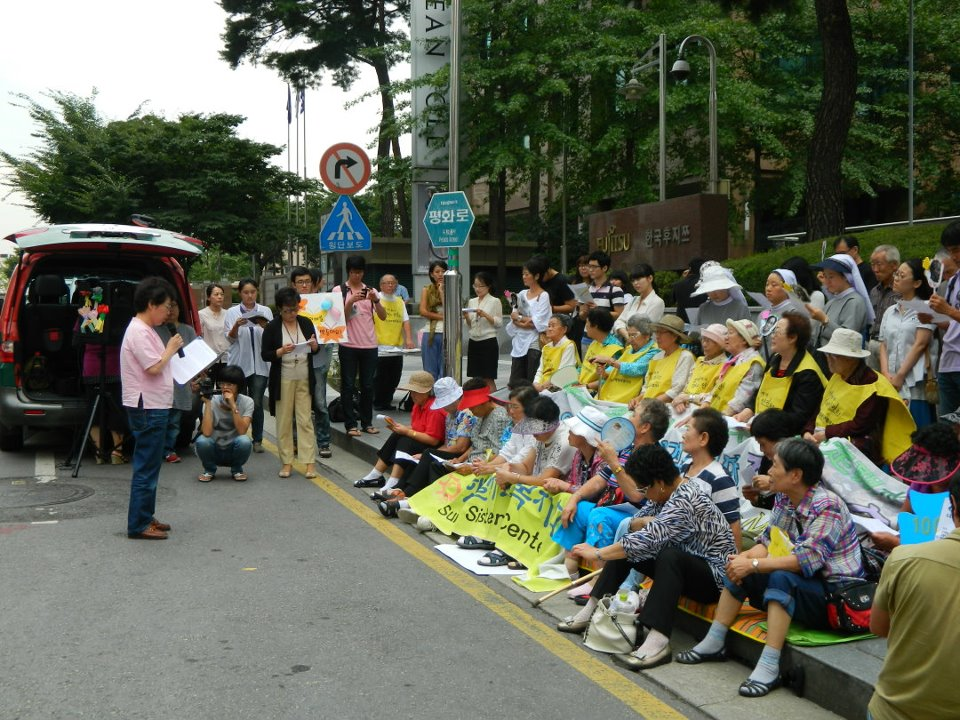
Manifestació a Seül l'agost del 2011

Molts bordells militars japonesos eren administrats per particulars i supervisats per l'Exèrcit Imperial del Japó. Alguns historiadors japonesos, agafant-se en els testimonis d'exdones de confort, han argumentat que l'exèrcit i la marina japoneses estaven directament o indirecta involucrats en la coerció i rapte de dones joves a les colònies asiàtiques i altres territoris sota control de l'Imperi Japonès.
En l'actualitat la memòria d'aquestes pràctiques tensa les relacions diplomàtiques entre el Japó i Corea. El govern japonès s'ha negat a demanar disculpes oficialment i públicament per dites pràctiques fins ara fa ben poc. Amb motiu del 70è aniversari del final de la Segona Guerra Mundial, el 28 de desembre del 2015, el govern japonès demana oficialment perdó a Corea, un reconeixement que s'havia esperat des de feia molt de temps. Abans de la caiguda del mur de Berlín, les dones confort constituïen un assumpte tabú, fet que ha anat alimentat una certa aversió de la població coreana vers els japonesos. És a partir dels anys 1980 que els governs japonesos i coreans comencen a parlar-ne més obertament, però només ha estat el 2015 quan hi ha hagut un reconeixement del costat japonès. La ferida és, malgrat tot, encara ben oberta. Prova d'això, les declaracions de l'alcalde d'Osaka, Toru Hashimoto, l'any 2013 en què deia "necessària" aquesta pràctica, perquè s'havia de "mantenir la disciplina de les tropes" japoneses.